# Blepharita fratellum
Blepharita fratellum là một loài bướm đêm trong họ Noctuidae.